# 20831 Чжан'ї
20831 Чжан'ї (20831 Zhangyi) — астероїд головного поясу, відкритий 24 жовтня 2000 року.
Тіссеранів параметр щодо Юпітера — 3,623.